# الیس جیکوب
الیس جیکوب (انگلیسی: Ellis Jacob؛ زادهٔ ۱۹۵۳ (۷۱–۷۲ سال)) سرمایه‌دار و کارآفرین هندی‌تبار اهل کانادا است، که در سال ۱۹۹۹ شرکت سینپلکس اینترتینمنت را تأسیس کرد.